# Southstreet Brotherhood
Southstreet Brotherhood är en låt av det svenska heavy metal bandet Ambush som släpptes i oktober 2015 i samband med andra albumet Desecrator på skivbolaget High Rollar Records, den officiella musikvideon släpptes den 25 december 2015  .
Låten handlar om bandmedlemmarnas broderskap på Södergatan 39 i deras hemstad Växjö  där det brukade dricka bärs och lyssna på heavy metal musik, bandet ville då göra en slags hyllning till sina vänner och gatan och på bandets nya merchandise så är den gula byggnaden med på en av produkterna som då ska ligga på Southstreet (södergatan) och även i musikvideon kan man se en del av byggnaden .